# Liste des cathédrales d'Australie
Cet article recense les cathédrales d'Australie.

## Liste

### Église anglicane
Cathédrales de l'Église anglicane :
- Cathédrale Saint-Pierre, Adélaïde
- Cathédrale Saint-Jean, Brisbane
- Cathédrale Saint-Sauveur, Goulburn
- Cathédrale Saint-David, Hobart
- Cathédrale Saint-Paul, Melbourne
- Cathédrale de l'Église-du-Christ, Newcastle
- Cathédrale Saint-Georges, Perth
- Cathédrale Saint-André, Sydney
- Cathédrale Saint-Jacques, Townsville

### Église catholique romaine
Cathédrales de l'Église catholique romaine :
- Australie-Méridionale
  - Cathédrale Saint-François-Xavier, Adélaïde
  - Cathédrale Saint-Marc, Port Pirie
- Australie-Occidentale
  - Cathédrale Notre-Dame-de-la-Paix, Broome
  - Cathédrale Saint-Patrick, Bunbury
  - Cathédrale Saint-François-Xavier, Geraldton
  - Cathédrale Sainte-Marie, Perth
  - Pro-Cathédrale Saint-Jean, Perth
  - Cathédrale de la Sainte-Trinité, Perth
- Nouvelle-Galles du Sud
  - Cathédrale Saints-Mary & Joseph, Armidale
  - Cathédrale Saints-Michel-et-Jean, Bathurst
  - Cathédrale du Sacré-Cœur, Broken Hill
  - Cathédrale Saint-Carthage, Lismore (à ne pas confondre avec la cathédrale homonyme à Lismore en Irlande)
  - Cathédrale du Sacré-Cœur, Newcastle
  - Cathédrale Saint-Patrick, Parramatta
  - Cathédrale Sainte-Marie, Sydney
  - Cathédrale Saint-Michel, Wagga Wagga
  - Cathédrale Our Lady of the Rosary, Waitara
  - Cathédrale Saint-François-Xavier, Wollongong
- Queensland
  - Cathédrale Saint-Étienne, Brisbane
  - Cathédrale Saint-Monica, Cairns
  - Cathédrale Saint-Joseph, Rockhampton
  - Cathédrale Saint-Patrick, Toowoomba
  - Cathédrale du Sacré-Cœur, Townsville
- Tasmanie
  - Cathédrale Notre-Dame (en), Hobart
- Territoire de la capitale australienne
  - Cathédrale Saint-Christophe, Manuka, Canberra
- Territoire du Nord
  - Cathédrale Saint-Mary's Star of the Sea, Darwin
- Victoria
  - Cathédrale Saint-Patrick, Ballarat (en)
  - Cathédrale du Sacré-Cœur, Bendigo
  - Cathédrale Saint-Patrick, Melbourne
  - Cathédrale Notre-Dame, Sale
  - Cathédrale du Sacré-Cœur, Sandhurst

### Églises catholiques orientales
Cathédrales des Églises catholiques orientales :
- Église catholique chaldéenne : cathédrale Saint-Thomas, Sydney
- Église grecque-catholique melkite : cathédrale Saint-Michel, Darlington
- Église grecque-catholique ukrainienne : cathédrale Saints-Pierre-et-Paul, Melbourne
- Église maronite : cathédrale Saint-Maron, Redfern, Sydney

### Église orthodoxe
- Cathédrale Saint-Georges de Sydney